# Pathognomonic Purulency
Pathognomonic Purulency är en EP med det amerikanska death metal-bandet Pustulated, utgivet 2002 av skivbolaget Goregiastic Records. EP:n återutgavs senare samma år med 3 bonusspår.

## Låtlista
1. "Aroma of Vaginitis" – 1:28
2. "Pus Filled Uterus" – 2:20
3. "Forensic Torture" – 2:30
4. "Pathognomonic Purulency" – 2:19
5. Emanation of Pyorrheal Discharge" – 2:27

Bonusspår (återutgåvan)
1. "Forensic Torture" – 2:35
2. "Pus Filled Uterus" – 2:44
3. "Fermented Innards" (Carcass-cover) – 2:39

## Medverkande
Musiker (Pustulated-medlemmar)
- Andrés Usma – sång, gitarr
- Cory – gitarr
- Chad Walls – trummor